# 福爾瑟姆 (佩里縣)
福爾瑟姆（英語：Folsom）是一個位於美國阿拉巴馬州佩里縣的非建制地區。該地的面積和人口皆未知。

## 地理
福爾瑟姆的座標為32°40′57″N 87°24′21″W / 32.68250°N 87.40583°W，而該地的平均海拔高度為130米（即430英尺）。